# 사랑한다고 말해주오
〈사랑한다고 말해주오〉는 현이와 덕이의 데뷔 음반이자 옴니버스 형식의 컴필레이션 음반 《친구야 친구》의 A면 2번 트랙으로 수록된 곡이다. 